# ギニアビサウの国章
ギニアビサウの国章（ギニアビサウのこくしょう）は、1973年にポルトガルから独立した直後に制定された。赤地の中央に、アフリカの自由のシンボルである黒い星が描かれている。下部には貝殻が描かれ、そこから左右対称にオリーブの枝が伸びている。貝殻は、国が西アフリカ沿岸にあることを象徴している。バナーには国の標語である、「統一、闘争、進歩」という言葉がポルトガル語(Unidade, Luta, Progresso)で書かれている。

ポルトガル領ギニアの大紋章（1935年-1951年）
ポルトガル領ギニアの大紋章（1951年-1973年）
ポルトガル領ギニアの小紋章（1935年-1973年）